# غوردون تشونغ
غوردون تشونغ هو طبيب أسنان كندي، ولد في 28 أكتوبر 1943، وتوفي في 14 يوليو 2018.